# Mario Vallotto
Mario Vallotto (Mirano, 18 novembre 1933 – Padova, 22 aprile 1966) è stato un ciclista su strada e pistard italiano.
Professionista dal 1961 al 1962, nel 1960 vinse la medaglia d'oro olimpica nell'inseguimento a squadre.
La sua promettente carriera si interruppe bruscamente quando, nelle visite mediche dopo il passaggio alla prestigiosa squadra Ignis, emerse una leucemia che lo portò alla morte a meno di 33 anni.

## Palmarès

### Strada
- 1958

Gran Premio Industria e Commercio di San Vendemiano

### Pista
- 1960

Giochi olimpici, Inseguimento a squadre (con Luigi Arienti, Franco Testa e Marino Vigna)

## Piazzamenti

### Competizioni mondiali
- Campionati del mondo

Amsterdam 1959 - Inseguimento Dilettanti: 2º
- Giochi olimpici

Roma 1960 - Inseguimento a squadre: vincitore